# جمال آموفا
جمال آموفا (انگلیسی: Jamal Amofa؛ زادهٔ ۲۵ نوامبر ۱۹۹۸) بازیکن فوتبال است.